# Halen
Halen es un municipio de la Provincia de Limburgo (Bélgica). Engloba las localidades de  Halen, Loksbergen y Zelem.

## Historia
Durante la I Guerra Mundial tuvo lugar en sus alrededores la Batalla de Halen.

## Demografía

### Evolución
Todos los datos históricos relativos al actual municipio, el siguiente gráfico refleja su evolución demográfica, incluyendo municipios después de efectuada la fusión el 1 de enero de 1977.
| Gráfica de evolución demográfica de Halen entre 1846 y 2020 |
|                                                             |